# Lauri Vuorinen
Lauri Vuorinen (Perniö, 1 januari 1995) is een Finse langlaufer. Hij vertegenwoordigde zijn vaderland op de Olympische Winterspelen 2018 in Pyeongchang.

## Carrière
Vuorinen maakte zijn wereldbekerdebuut in maart 2013 in Lahti. In november 2015 scoorde de Fin in Kuusamo zijn eerste wereldbekerpunten. Twee jaar later behaalde hij in Kuusamo zijn eerste toptienklassering in een wereldbekerwedstrijd. Tijdens de Olympische Winterspelen van 2018 in Pyeongchang eindigde Vuorinen als 29e op de sprint.
Op de wereldkampioenschappen langlaufen 2019 in Seefeld eindigde de Fin als 34e op de sprint. In Oberstdorf nam hij deel aan de wereldkampioenschappen langlaufen 2021. Op dit toernooi eindigde hij als vijftiende op de sprint.

## Resultaten

### Olympische Spelen
| Jaar | Plaats      | Resultaten                   |
| ---- | ----------- | ---------------------------- |
| 2018 | Pyeongchang | 29e Sprint (klassieke stijl) |

### Wereldkampioenschappen
| Jaar | Plaats     | Resultaten                   |
| ---- | ---------- | ---------------------------- |
| 2019 | Seefeld    | 34e Sprint (vrije stijl)     |
| 2021 | Oberstdorf | 15e Sprint (klassieke stijl) |

### Wereldbeker
Eindklasseringen
| Seizoen   | Algm | DI   | SP  | TdS |
| --------- | ---- | ---- | --- | --- |
| 2015/2016 | 148e | –    | 99e | –   |
| 2016/2017 | 116e | 119e | 59e | DNF |
| 2017/2018 | 68e  | –    | 30e | –   |
| 2018/2019 | 72e  | –    | 34e | –   |
| 2019/2020 | 58e  | –    | 22e | –   |
| 2020/2021 | 72e  | –    | 30e | –   |